# Оксалат магния
Оксала́т ма́гния — неорганическое соединение,
соль магния и щавелевой кислоты с формулой {\displaystyle {\ce {Mg(C2O4)}}}, бесцветные кристаллы, не растворяется в воде, образует кристаллогидраты.

## Нахождение в природе
В природе встречается минерал глушинскит состава {\displaystyle {\ce {Mg(C2O4).2H2O}}}. Этот минерал образуется в результате воздействия лишайников, грибов и растений на минералы, содержащие магний. Поэтому его можно считать биогенным минералом. Все найденные кристаллы этого минерала микроскопические.

## Физические свойства
Оксалат магния образует бесцветные кристаллы.
Не растворяется в воде.
Образует кристаллогидраты состава {\displaystyle {\ce {Mg(C2O4).2H2O}}}.